# Карлен, Роза
Катарина Розаура Карлен, известная как Роза Карлен (швед. Catharina Rosaura Carlén; 9 мая 1836 — 12 февраля 1883) — шведская писательница, дочь Эмилии Флюгаре-Карлен.

## Биография и творчество
Роза Карлен родилась в 1836 году. Она была дочерью юриста Якоба Рейнхольда Далина и его жены Эмилии Флюгаре-Карлен, известной писательницы, однако отец умер за полгода до её рождения. Девочку удочерили родственники покойного, бездетная супружеская пара. Мать давала средства на её воспитание и образование, а с 1853 по 1855 год Роза жила с ней в Стокгольме.
В 1856 году Роза вышла замуж за адвоката и члена парламента Рикхарда Карлена, младшего брата мужа её матери. После замужества она начала писать и продолжала литературную деятельность вплоть до смерти мужа в 1873 году. После этого она вернулась в родной Дальсланд, где и умерла в 1883 году.
Первый роман Розы Карлен, «Agnes Tell» (1861), получил хорошие отзывы критиков. Эта книга и два последующих романа — «Heléne» (1863) и «Tre år och tre dagar» (1864) — повествуют о семейной жизни. Более поздние произведения, в том числе роман «Tatarnes son» (1866) и сборник рассказов «Lifvet på landet» (1866), представляют собой истории на темы из сельской жизни, в которых также присутствует социальный посыл. Самый известный из романов Розы Карлен — «Bröllopet i Bränna: en brottshistoria» (1863), основанный на реальной истории преступления. В 1926 году по нему был снят фильм.
По свидетельствам современников, Роза Карлен всячески старалась дистанцироваться от возможных ассоциаций с литературным именем своей матери. Поэтому свои произведения она подписывала либо как «автор Агнес Телль», либо инициалами T. S. Тем не менее определённое стилистическое и тематическое сходство между произведениями обеих писательниц, несомненно, присутствует. При жизни Роза Карлен высоко оценивалась критикой и считалась многообещающим автором. Её произведения переводились на немецкий и датский языки. Однако литературная карьера Розы Карлен была довольно короткой. За одиннадцать лет — с 1861 по 1873 год — она опубликовала семь романов и один сборник рассказов.